# Sâu bướm Pecan
Sâu bướm Pecan, tên khoa học Cossula magnifica, là một loài bướm đêm thuộc họ Cossidae. Loài này có ở khu vực tây nam của Hoa Kỳ, từ North Carolina phía nam đến Florida, phía tây đến Mississippi và Texas.

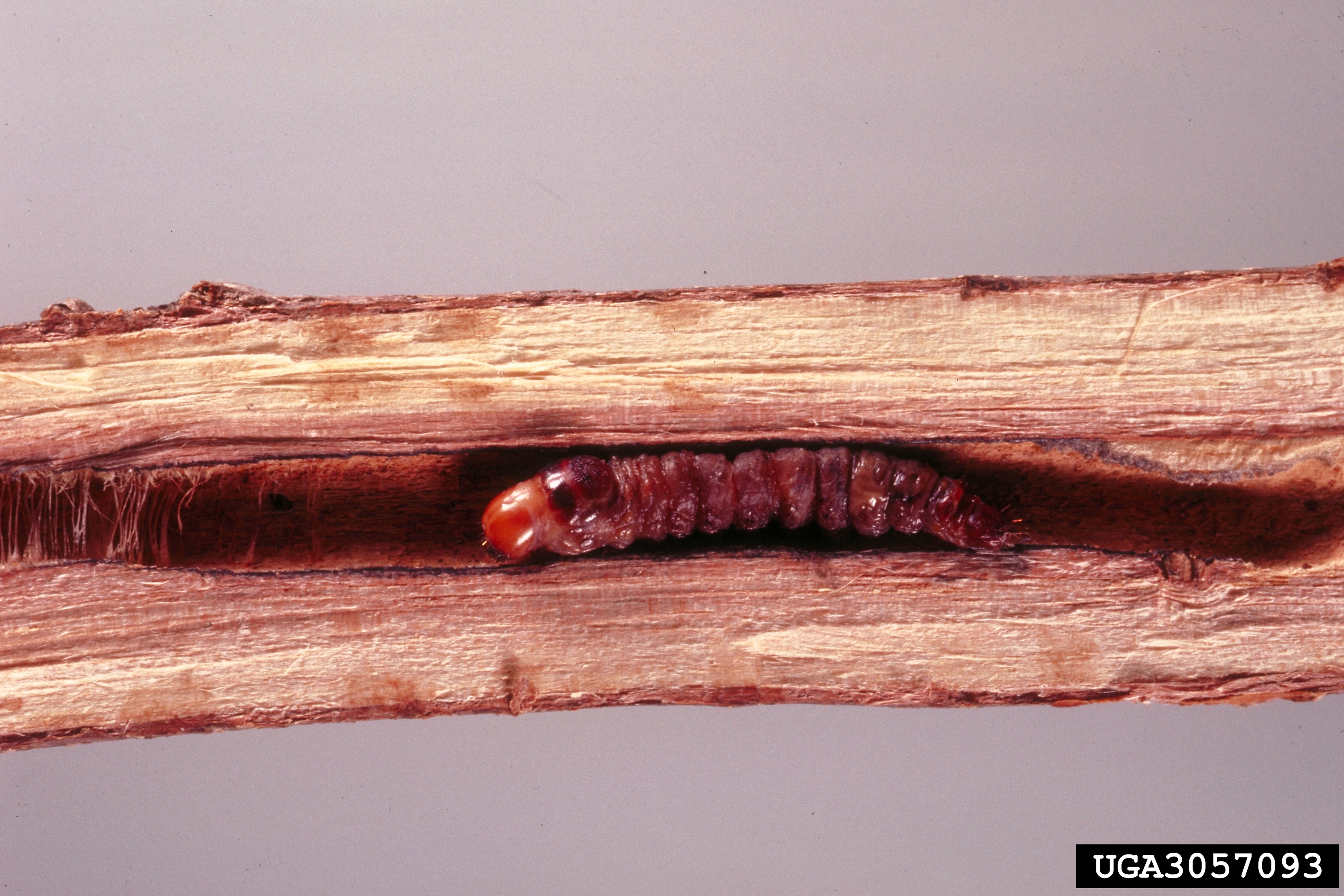
Sâu bướm

Sải cánh dài 32–45 mm. Con trưởng thành bay từ tháng 3 đến tháng 6 tùy theo địa điểm.
Ấu trùng ăn các loài Carya, bao gồm các loài Carya illinoinensis, but also on Diospyros và Quercus.

## Hình ảnh

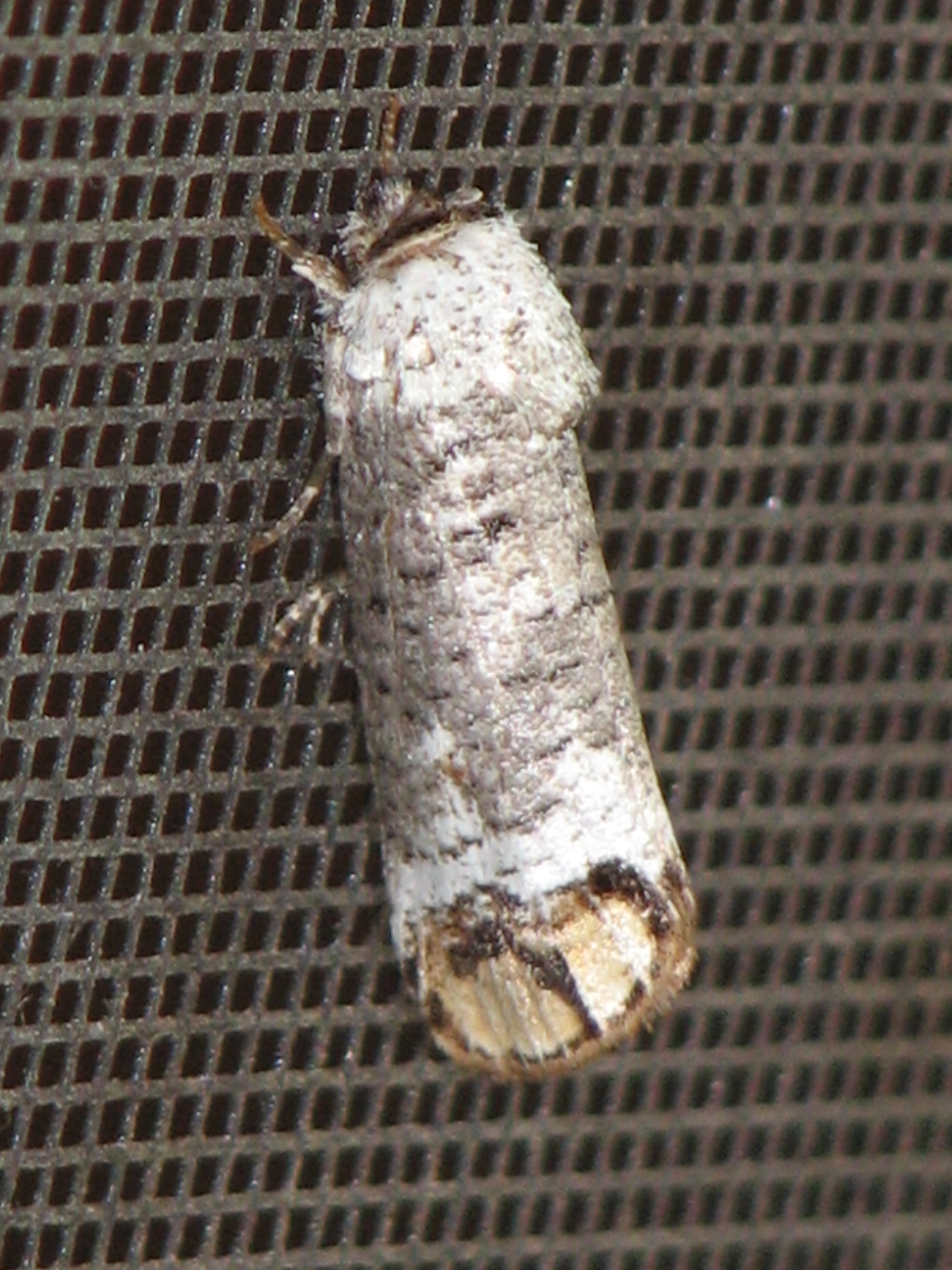